# My Name Is Buddy
Albums de Ry Cooder
Chavez Ravine
(2005) I, Flathead
(2008)
My Name is Buddy est le deuxième album d'une trilogie de Ry Cooder commencé avec Chavez Ravine en 2005 et se terminant par I, Flathead en 2008. L'album raconte les aventures d'une souris, Lefty, d'un crapaud, Reverend Tom, et d'un chat, Buddy Red, en Amérique durant la Grande Dépression.
Le livret de l'album contient le dessin du capital de Karl Marx.

## Titres
1. Suitcase in My Hand Ry Cooder -  2:54
2. Cat and Mouse Ry Cooder -  5:02
3. Strike! Ry Cooder -  5:07
4. J. Edgar Ry Cooder -  2:37
5. Footprints in the Snow Traditional with new lyrics by Ry Cooder -  3:07
6. Sundown Town Ry Cooder, Joachim Cooder -  2:57
7. Green Dog Ry Cooder -  7:33
8. The Dying Truck Driver Ry Cooder -  4:56
9. Christmas in Southgate Ry Cooder -  3:27
10. Hank Williams Ry Cooder -  4:09
11. Red Cat Till I Die Ry Cooder -  3:08
12. Three Chords and the Truth Ry Cooder, Joachim Cooder -  5:02
13. My Name Is Buddy Ry Cooder - 3:12
14. One Cat, One Vote, One Beer Ry Cooder, Joachim Cooder, Jared Smith -  4:15
15. Cardboard Avenue Ry Cooder -  4:33
16. Farm Girl Ry Cooder -  3:54
17. There's a Bright Side Somewhere Traditional with new lyrics by Ry Cooder -  4:49

## Musiciens
Paddy Moloney, Van Dyke Parks, Mike & Pete Seeger, Flaco Jimenez, Bobby King & Terry Evans, Jim Keltner, Jacky Terrasson, Jon Hassell